# Kabinett Urho Castrén
Das Kabinett Urho Castrén war das 28. Kabinett in der Geschichte Finnlands. Es amtierte vom 21. September 1944 bis zum 17. November 1944. Das Kabinett bestand aus den Parteien Sozialdemokratische Partei Finnlands (SDP), Landbund (ML), Schwedische Volkspartei (RKP), Nationale Fortschrittspartei (ED) und Nationale Sammlungspartei (KOK).

## Minister
| Ressort                                                      | Name                  | Partei     | Amtszeitbeginn     | Amtszeitende      |
| ------------------------------------------------------------ | --------------------- | ---------- | ------------------ | ----------------- |
| Ministerpräsident                                            | Urho Castrén          | KOK        | 21. September 1944 | 17. November 1944 |
| Äußeres                                                      | Carl Enckell          | unabhängig | 21. September 1944 | 17. November 1944 |
| Minister im Außenministerium                                 | Armas-Eino Martola    | unabhängig | 21. September 1944 | 17. November 1944 |
| Justiz                                                       | Ernst von Born        | RKP        | 21. September 1944 | 17. November 1944 |
| Inneres                                                      | Kaarlo Hillilä        | ML         | 21. September 1944 | 17. November 1944 |
| Minister im Innenministerium                                 | Eemil Luukka          | ML         | 21. September 1944 | 17. November 1944 |
| Verteidigung                                                 | Karl Rudolf Walden    | unabhängig | 21. September 1944 | 17. November 1944 |
| Finanzen                                                     | Onni Hiltunen         | SDP        | 21. September 1944 | 17. November 1944 |
| Bildung                                                      | Kalle Kauppi          | ED         | 21. September 1944 | 17. November 1944 |
| Landwirtschaft                                               | Viljami Kalliokoski   | ML         | 21. September 1944 | 17. November 1944 |
| Verkehr und öffentliche Arbeiten                             | Väinö Salovaara       | SDP        | 21. September 1944 | 17. November 1944 |
| Minister im Ministerium für Verkehr und öffentliche Arbeiten | Eero Wuori            | SDP        | 21. September 1944 | 17. November 1944 |
| Handel und Industrie                                         | Uuno Takki            | SDP        | 21. September 1944 | 17. November 1944 |
| Soziales                                                     | Karl-August Fagerholm | SDP        | 21. September 1944 | 17. November 1944 |
| Versorgung                                                   | Kaarle Ellilä         | ML         | 21. September 1944 | 17. November 1944 |
| Minister im Versorgungsministerium                           | Jalo Aura             | SDP        | 21. September 1944 | 17. November 1944 |